# アヴァンティ・ウェスト・コースト
アヴァンティ・ウェスト・コースト（Avanti West Coast）はファーストグループが70％、トレニタリアが30%を出資するイギリスの列車運行会社である。2019年12月にウェスト・コースト本線の長距離列車の運行をヴァージン・トレインズから引き継いだ。このフランチャイズはウェスト・コースト・パートナーシップといい、ハイ・スピード2が開業した暁には同線の列車をも担当することになっていた。契約満了は2031年3月の予定であったが、フランチャイズ制の撤廃に伴い2026年4月1日までとなることが明らかになっている。

## 沿革
2016年11月、運輸省は既存のインターシティ・ウェスト・コースト・フランチャイズを、2026年に開業予定（当時）のハイ・スピード2の列車の運行を含む新フランチャイズであるウェスト・コースト・パートナーシップによって置き換えることを発表した。
新フランチャイズがハイ・スピード2を含むことから、高速列車の運行実績があることが運営権者の条件とされた。2017年6月、運輸省は以下の3組を候補として発表した。
- ファーストグループ（70％）・トレニタリア（30％）
- 香港鉄路（75％）・広深鉄路（英語版、中国語版）（広深線の運行会社）（25％）
- ステージコーチ・グループ（英語版）（50％）・SNCF（30％）・ヴァージン・グループ（20％）

2018年12月、レンフェ・オペラドーラが香港鉄路が主導する組に加わった。2019年4月、ステージコーチ・グループ主導の組が条件の大幅な変更を提案して失格とされた。
2019年4月、ファーストグループとトレニタリアの組が運営権を与えられ、2019年12月8日からアヴァンティ・ウェスト・コーストとして運行を開始した。なお、「アヴァンティ」はイタリア語で「前進」を意味している。
引き継ぎに際しては、欧州委員会からの諮問を受け、競争・市場庁が合併法に基づく審査を実施している。

## 運行形態

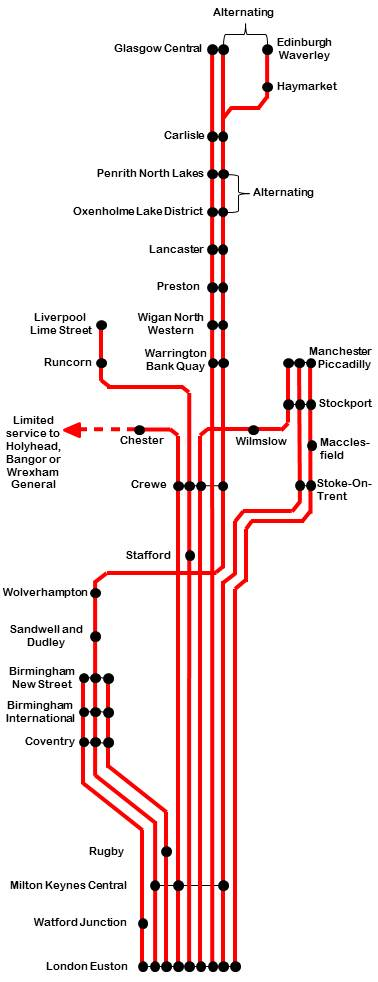
オフピーク時の運行本数（1時間当たり）

以下に運行系統と1時間当たりの標準的な本数を示す。なお、延長運転等の本数は平日のものである。
| 南端                                        | 経由                                   | 北端                                 | 毎時                              | 車両                              | 備考 |
| ロンドン - ウェスト・ミッドランズ           | ロンドン - ウェスト・ミッドランズ      | ロンドン - ウェスト・ミッドランズ    | ロンドン - ウェスト・ミッドランズ | ロンドン - ウェスト・ミッドランズ | ロンドン - ウェスト・ミッドランズ                                                                                  |
| ------------------------------------------- | -------------------------------------- | ------------------------------------ | --------------------------------- | --------------------------------- | --- |
| ロンドン・ユーストン                        | バーミンガム・ニューストリート         | バーミンガム・ニューストリート       | 2本                               | 390形                             | 毎日2本シュルーズベリー（英語版・街）まで延長（221形使用）                                                         |
| ロンドン - チェスター／ノース・ウェールズ   |                                        |                                      |                                   |                                   | |
| ロンドン・ユーストン                        | チェスター（英語版・街）               | チェスター（英語版・街）             | 1本                               | 221形                             | 毎日6本ホーリーヘッドまで、毎日1本バンガー（英語版・街）まで延長 毎日1本レクサム・ジェネラル（英語版・街）まで延長 |
| ロンドン - リヴァプール                     |                                        |                                      |                                   |                                   | |
| ロンドン・ユーストン                        | リヴァプール・ライム・ストリート       | リヴァプール・ライム・ストリート     | 1本                               | 390形                             | |
| ロンドン - マンチェスター                   |                                        |                                      |                                   |                                   | |
| ロンドン・ユーストン                        | ストーク・オン・トレント（英語版・街） | マンチェスター・ピカデリー           | 2本                               | 390形                             | |
| ロンドン・ユーストン                        | クルー（英語版・街）                   | マンチェスター・ピカデリー           | 1本                               | 390形                             | |
| ロンドン - ノース・ウェスト／スコットランド |                                        |                                      |                                   |                                   | |
| ロンドン・ユーストン                        | グラスゴー・セントラル                 | グラスゴー・セントラル               | 1本                               | 390形 221形                       | |
| ロンドン・ユーストン                        | ブラックプール・ノース（英語版・街）   | ブラックプール・ノース（英語版・街） |                                   | 390形 221形                       | 月曜 - 木曜4本 金曜5本                                                                                             |
| ロンドン・ユーストン                        | バーミンガム・ニューストリート         | グラスゴー・セントラル               | 1本                               | 390形 221形                       | 毎日1本ストーク・オン・トレント経由クルー止まり（下りのみ）                                                        |
| ロンドン・ユーストン                        | バーミンガム・ニューストリート         | エディンバラ・ウェイヴァリー         | 1本                               | 390形 221形                       | 毎日1本ストーク・オン・トレント経由クルー止まり（下りのみ）                                                        |
| ロンドン・ユーストン                        | バーミンガム・ニューストリート         | ブラックプール・ノース               |                                   | 390形 221形                       | 土曜のみ1本 |

### 停車駅
アヴァンティ・ウェスト・コーストの列車は以下の駅に停車する。
- ロンドン・ユーストン
- ワットフォード・ジャンクション
- ミルトン・キーンズ・セントラル（英語版・街）
- ノーサンプトン（英語版・街）
- ラグビー（英語版・街）
- コヴェントリー（英語版・街）
- バーミンガム・インターナショナル（英語版）
- バーミンガム・ニューストリート
- サンドウェル・アンド・ダドリー（英語版・街（英語版））
- ウルヴァーハンプトン（英語版・街）
- テルフォード・セントラル（英語版・街）
- ウェリントン（英語版・街（英語版））
- シュルーズベリー（英語版・街）
- ヌニートン（英語版・街）
- タムワース（英語版・街）
- リッチフィールド・トレント・ヴァレー（英語版・街）
- スタッフォード（英語版・街）
- クルー（英語版・街）
- チェスター（英語版・街）
- レクサム・ジェネラル（英語版・街）
- フリント（英語版・街（英語版））
- プレスタティン（英語版・街（英語版））
- リル（英語版・街（英語版））
- コルウィン・ベイ（英語版・街（英語版））
- ランディドノ・ジャンクション（英語版・街（英語版））
- バンガー（英語版・街）
- ホーリーヘッド
- ランコーン（英語版・街（英語版））
- リヴァプール・ライム・ストリート
- ストーク・オン・トレント（英語版・街）
- マックルズフィールド（英語版・街（英語版））
- ウィルムスロー（英語版・街（英語版））
- ストックポート（英語版・街）
- マンチェスター・ピカデリー
- ウォリントン・バンク・キー（英語版・街）
- ウィガン・ノース・ウェスタン（英語版・街）
- プレストン（英語版・街）
- カークハム・アンド・ウェシャム（英語版・街（英語版）・街（英語版））
- ポールトン・ル・フィルド（英語版・街（英語版））
- ブラックプール・ノース（英語版・街）
- ランカスター（英語版・街）
- オクセンホルム・レイク・ディストリクト（英語版・街（英語版））
- ペンリス・ノース・レイクス（英語版・街（英語版））
- カーライル（英語版・街）
- ロッカビー（英語版・街）
- マザーウェル（英語版・街）
- グラスゴー・セントラル
- ヘイマーケット（英語版）
- エディンバラ・ウェイヴァリー

### 将来
今後、以下の変更が計画されている。
- 2020年12月
  - ウォルソール（英語版・街）発着列車導入（1往復）
  - マザーウェル停車列車増加
  - ロンドン・ユーストン - マンチェスター・ピカデリー終電繰り下げ（平日）
- 2021年5月
  - ランディドノ（英語版・街（英語版））発着列車導入（1往復・夏季のみ）
- 2022年12月
  - ウォルソール発着下り列車（1本）
  - シュルーズベリー発着列車増発（1往復）
  - リヴァプール・サウス・パークウェイ（英語版）に停車するリヴァプール・ライム・ストリート発着列車導入（毎時1往復・鉄道・道路局（英語版）認可待ち）
  - ミルトン・キーンズ・セントラル停車列車増加
  - ゴボーウェン（英語版・街（英語版））発着列車導入（1往復・レクサム・ジェネラル発着列車の延長）
  - ロンドン・ユーストン - ランディドノ・ジャンクション始発繰り上げ・終電繰り下げ（土休日）
  - ロンドン・ユーストン - チェスター始発繰り上げ・終電繰り下げ（土休日）

## 車両
アヴァンティ・ウェスト・コーストはヴァージン・トレインズから221形車体傾斜式電気式気動車「スーパー・ボイジャー」と390形車体傾斜式電車「ペンドリーノ」を引き継いだ。

### 現有車両
| 形式                           | 形式                           | 画像 | 種類   | 最高速度         | 編成両数 | 本数                    | 製造年           | 備考                            | 備考                   |
| ------------------------------ | ------------------------------ | ---- | ------ | ---------------- | -------- | ----------------------- | ---------------- | ------------------------------- | ---------------------- |
| 221形 「スーパー・ボイジャー」 | 221形 「スーパー・ボイジャー」 |      | 気動車 | 125 mph 200 km/h | 5両      | 20本                    | 2001年 - 2002年  | 編成番号221101 - 118、142 - 143 | 改装後置き換え予定     |
| 390形 「ペンドリーノ」         | 390/0形                        |      | 電車   | 140 mph 225 km/h | 9両      | 21本                    | 2001年 - 2004年  |                                 | 改修し長期的に使用予定 |
| 390形 「ペンドリーノ」         | 390/1形                        | 11両 | 電車   | 140 mph 225 km/h | 31本     | 2012年に2両を増結し改番 | 2001年 - 2004年  |                                 | 改修し長期的に使用予定 |
| 390形 「ペンドリーノ」         | 390/1形                        | 11両 | 電車   | 140 mph 225 km/h | 4本      | 2010年 - 2012年         | 増結と同時に増備 |                                 | 改修し長期的に使用予定 |

### 導入予定車両
アヴァンティ・ウェスト・コーストは日立製作所のA-Trainファミリーの車両の新規導入により、221形5両編成20本を置き換える予定である。これらはカウンティ・ダラムのニュートン・エイクリフ工場で製造され、整備はウルヴァ―ハンプトンにあるアルストムのオクスリー車両基地で行われる。内訳は5両編成のバイモード車である805形が13本、7両編成の電車である807形が10本となっており、前者はシュルーズベリー、チェスター、ゴボーウェン、ランディドノ、バンガー、ホーリーヘッド発着列車、後者は390形と共にバーミンガム・ニューストリート、ブラックプール・ノース、リヴァプール・ライム・ストリート発着列車で運用される。
また、2026年の開業が予定されているハイ・スピード2の列車を担当することが予定されているため、新たな高速車両の導入が見込まれる。
| 形式  | シリーズ                 | 画像 | 種類         | 最高速度         | 編成両数 | 本数                                                                                         | 営業開始 | 使用系統                                                                               |
| ----- | ------------------------ | ---- | ------------ | ---------------- | -------- | -------------------------------------------------------------------------------------------- | -------- | -------------------------------------------------------------------------------------- |
| 805形 | 日立製作所 A-Train AT300 |      | バイモード車 | 125 mph 200 km/h | 5両      | 13本                                                                                         | 2022年   | シュルーズベリー、チェスター、ゴボーウェン、ランディドノ、バンガー、ホーリーヘッド発着 |
| 807形 | 日立製作所 A-Train AT300 | 電車 | 7両          | 125 mph 200 km/h | 10本     | バーミンガム・ニューストリート、ブラックプール・ノース、リヴァプール・ライム・ストリート発着 | 2022年   |                                                                                        |
| 未定  | 未定                     |      | 電車         | 225 mph 360 km/h | 未定     | 未定 最低54本                                                                                | 2026年   | ハイ・スピード2                                                                        |